# اچ‌ام‌اس اسکورج (۱۷۹۴)
اچ‌ام‌اس اسکورج (۱۷۹۴) (به انگلیسی: HMS Scourge (1794)) یک کشتی است که طول آن ۶۶ فوت ۲ اینچ (۲۰٫۱۷ متر) می‌باشد.